# Ivan Lintin
Ivan Lintin (* 17. August 1984 in Lincoln) ist ein englischer Motorradrennfahrer, der überwiegend Straßenrennen fährt.

## Leben und Erfolge
Lintin, der als Feuerwehrmann in seinem Wohnort Bardney arbeitet, begann seine Laufbahn als Rennfahrer 2006 in Cadwell Park mit der Teilnahme am Honda Hornet Cup. Dieses erste Rennen gewann er prompt. Ab 2012 nahm er als Privatfahrer mit unterschiedlichen lokalen Sponsoren an den großen Straßenrennen wie Southern 100, North West 200, Ulster Grand Prix oder der TT teil. Alle Rennen bestreitet er auf Kawasaki. 

## Siegesstatistik
| Jahr | Klasse              | Maschine | Rennen        |
| ---- | ------------------- | -------- | ------------- |
| 2013 | Lightweight         | Kawasaki | Ulster GP     |
| 2014 | Supertwins          | Kawasaki | Ulster GP     |
| 2015 | Lightweight         | Kawasaki | Isle of Man   |
| 2016 | Supertwins Rennen 1 | Kawasaki | Nort West 200 |
| 2016 | Supertwins Rennen 2 | Kawasaki | Nort West 200 |
| 2016 | Lightweight         | Kawasaki | Isle of Man   |
| 2017 | Supertwins          | Kawasaki | Ulster GP     |
| 2018 | Supertwins          | Kawasaki | Ulster GP     |